# Масатепек
Масатепек (исп. Mazatepec) — посёлок и административный центр одноимённого муниципалитета в мексиканском штате Морелос. Численность населения, по данным переписи 2010 года, составила 4572 человека.

## Общие сведения
Название Mazatepec происходит из языка науатль и его можно перевести как: олень на горе.
Первое упоминание о Масатепеке относится к 603 году, когда пришедшие на паломничество в Хочикалько тольтеки, основали здесь поселение.